# Onlineticket

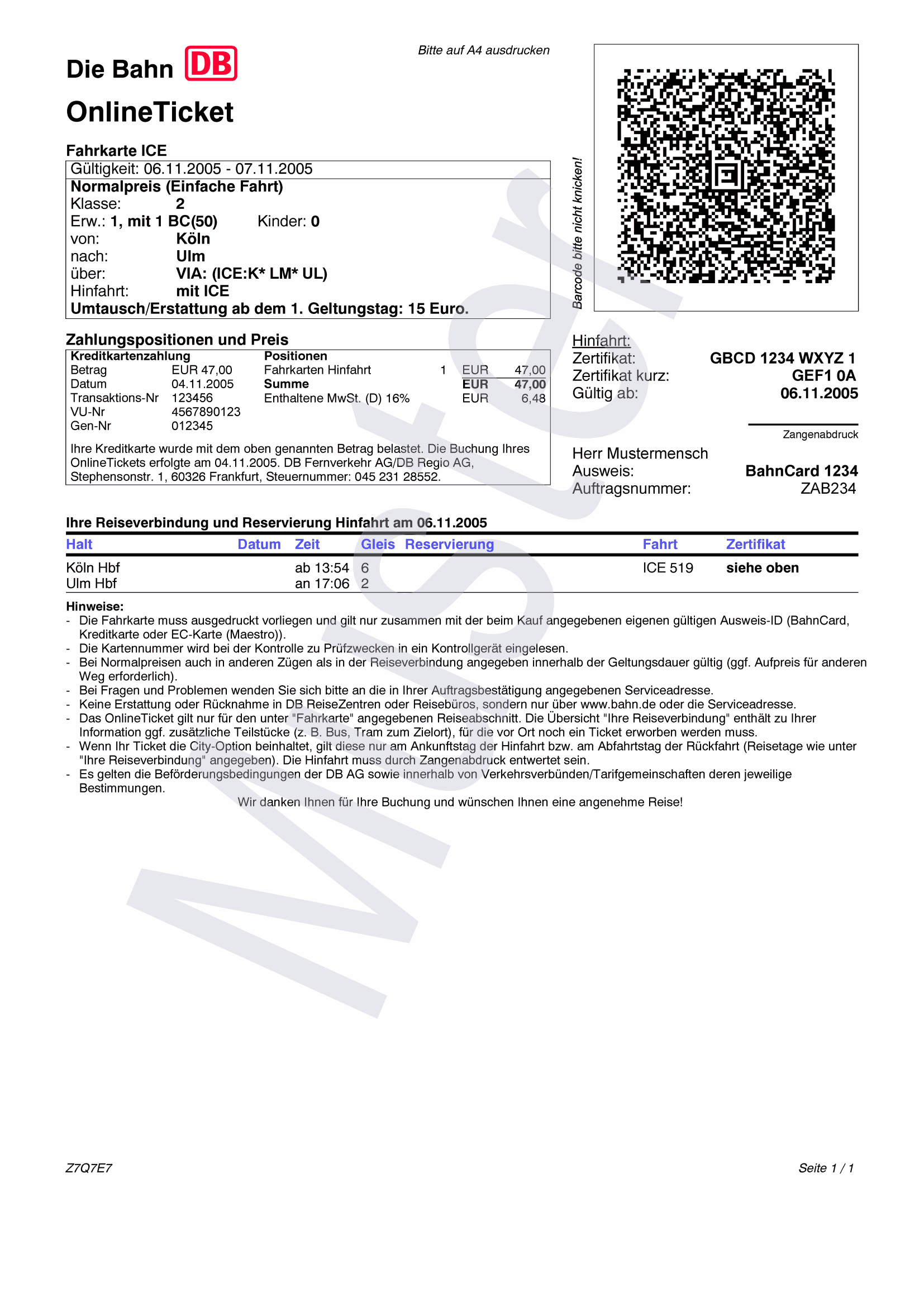
Ein Online-Ticket der Deutschen Bahn. Oben rechts befindet sich ein Aztec-Code zur Gültigkeitsprüfung.

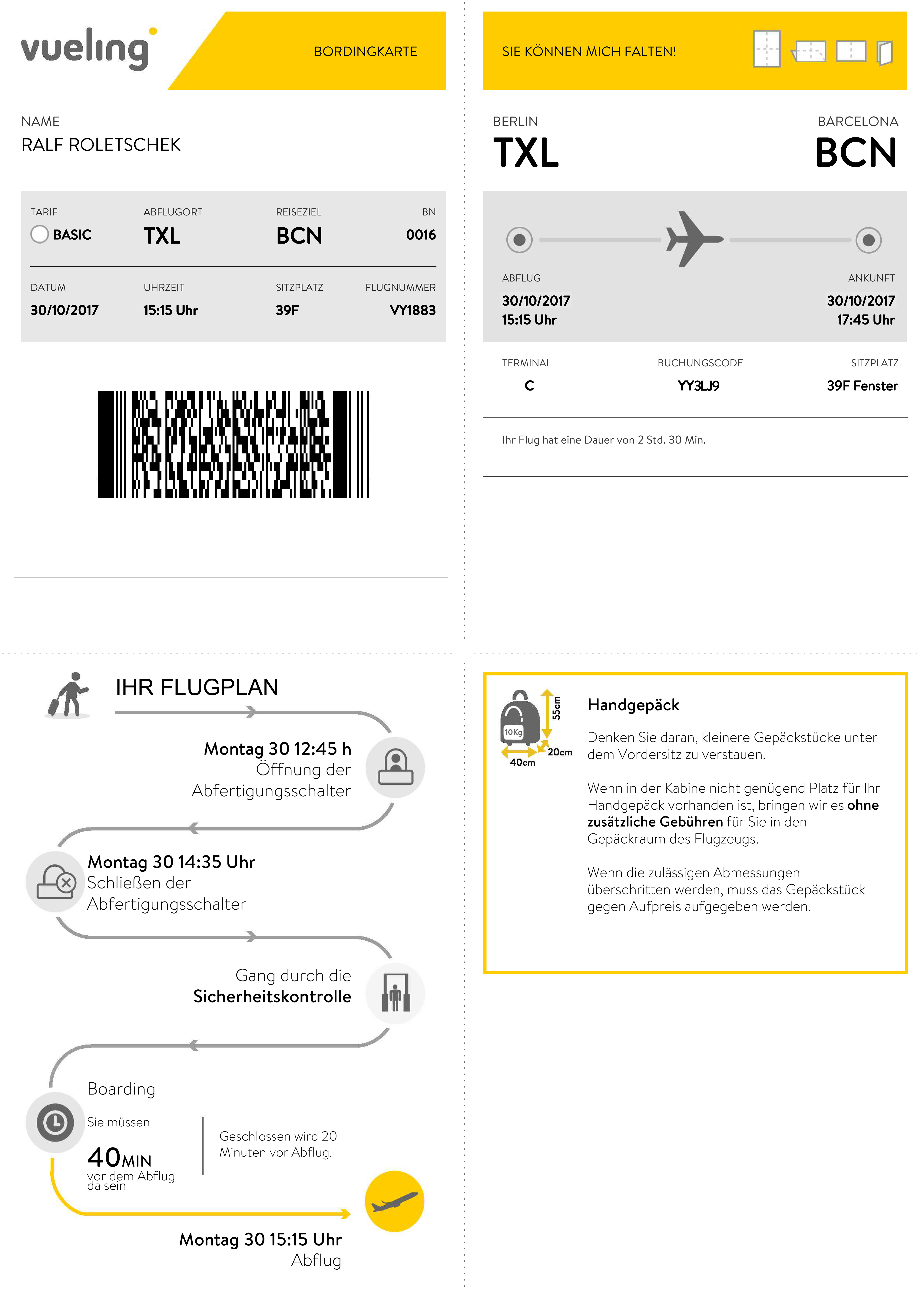
Onlineticket der Vueling Airlines

Ein Onlineticket ist eine Eintritts- oder Fahrkarte, die auf elektronischem Wege (meistens über das Internet) erworben und selbst ausgedruckt werden kann. Die Gültigkeit des Tickets kann beispielsweise anhand eines auf dem Ticket aufgedruckten 2D-Codes und einer persönlichen Identifikation (z. B. Kreditkarte, Mitgliedsausweis oder Personalausweis) überprüft werden.

## Prinzip
Der Verkäufer benutzt Informationen über den Verwendungszweck und bei personalisierten Tickets auch die Identifizierung des Käufers, wie eine Kreditkartennummer, um einen 2D-Code zu erstellen. Mit dem 2D-Code kann der Verkäufer bei der Kontrolle des Tickets überprüfen, ob es sich um ein gültiges Ticket handelt und ob der Benutzer berechtigt ist, das Ticket einzulösen.
Um Fälschungen zu verhindern, kann der 2D-Code eine digitale Signatur beinhalten, die mit der Public-Key-Infrastruktur des Ausstellers des Tickets erzeugt wurde. Das Kontrollgerät benötigt zur Prüfung der Signatur ein digitales Zertifikat des Ausstellers.

## Sicherheit
Es bestehen theoretisch verschiedene Möglichkeiten, ein Onlineticket zu fälschen. Neben der räumlichen und zeitlichen Einschränkung der Gültigkeit gibt es noch weitere Möglichkeiten, die Tickets vor Missbrauch und Fälschung zu schützen.

### Mehrfachnutzung
Die einfachste Möglichkeit wäre die Mehrfachnutzung eines Tickets. Da das Ticket vom Kunden selbst ausgedruckt wird oder sogar nur in elektronischer Form bei ihm vorliegt, kann er beliebig viele Kopien davon anfertigen. Wenn er die identischen Tickets nacheinander nutzt, bemerkt dies der Verkäufer spätestens beim Abgleich der geprüften Tickets mit den verkauften Tickets. Das kann bei mobilen Kontrollgeräten, wie sie beispielsweise für Fahrkartenkontrollen in Zügen verwendet werden, erst am Abend oder am nächsten Tag sein, sobald das Gerät zum Datenabgleich mit der zentralen Datenbank verbunden wird.

### Nutzung mit anderer Identität
Eine weitere Möglichkeit ist der Diebstahl eines gültigen 2D-Codes von einem regulären Käufer. Das fällt auf, sobald ein Ticket mehrfach in der Kontrolle auftaucht. Bei personalisierten Tickets genügt dieser Diebstahl nicht, sondern es muss auch noch die Identifizierung des regulären Käufers gestohlen werden. Dadurch gerät der reguläre Käufer in den Verdacht einer Mehrfachnutzung, den er nicht ohne Weiteres entkräften kann.

### Diebstahl des privaten Schlüssels
Gelingt es einem Betrüger, den zur Signierung von Tickets verwendeten privaten Schlüssel unbemerkt zu entwenden, so ist er ebenso wie der Verkäufer des Tickets in der Lage, formell gültige Signaturen und somit gültige Tickets zu erstellen. Zur Erkennung dieser Art von Betrug hilft eine Registrierung aller verkauften Tickets in einer Datenbank und der Abgleich der kontrollierten Tickets mit dieser Datenbank. Das setzt eine Online-Abfrage bei der Kontrolle voraus. Um den privaten Schlüssel vor Diebstahl zu schützen, hilft es, den Schlüssel in einem Hardware-Sicherheitsmodul zu speichern. Dieses erschwert das Auslesen und Kopieren des privaten Schlüssels, auch bei physischem Zugang zum Gerät, wenn etwa der private Schlüssel in einem Verkaufsautomaten gespeichert wird.

## Onlinetickets der Deutschen Bahn
In Deutschland besonders gebräuchlich sind die Onlinetickets der Deutschen Bahn. Sie wurden zum 25. Oktober 1999 eingeführt und zunächst nur im Rahmen des mittlerweile eingestellten Sonderangebots Surf & Rail ausgegeben (davor gab es jedoch bereits die Möglichkeit, sich Platzreservierungen am heimischen Computer zu erstellen und zu bezahlen). Bei diesen Surf&Rail-Online-Tickets (die an die Benutzung bestimmter Züge gebunden waren) kam jedoch ein anderes Verfahren zur Anwendung als heute: als Legitimation reichte ein Personalausweis oder Reisepass, die Zugbegleiter führten Listen mit sich, auf denen alle Buchungen für den Zug verzeichnet waren (Surf&Rail wurde nur für Fernverkehrszüge angeboten).
Seit dem 1. April 2002 werden Onlinetickets auch flächendeckend für den Normaltarif angewendet (d. h. auch für Verbindungen, die Nahverkehrszüge enthalten). Außerdem wurde ein neues Legitimationsverfahren eingeführt: Seither muss die Bahncard oder eine Kreditkarte (das kann auch eine andere sein als die, mit der das Ticket bezahlt wurde) als Legitimation vorgelegt werden. Die neuen Onlinetickets wurden zunächst nur für Reisen ab 101 Kilometer Entfernung ausgegeben. Ein paar Jahre später sank diese Mindestentfernung auf 51 Kilometer. Unabhängig von dieser Mindestentfernung wurden die Onlinetickets zum Normaltarif aber bereits von Beginn an auch für reine Nahverkehrsverbindungen ausgegeben, also auch für Reisen, bei denen im gesamten Verlauf keine Fernverkehrszüge (IC oder ICE) benutzt werden. Als Besonderheit können bestimmte Sonderangebote wie das Schönes-Wochenende-Ticket, das Quer-durchs-Land-Ticket und die Ländertickets seit dem 1. April 2010 als Onlineticket zum Selbstausdrucken gebucht werden.
Bis Mitte Juni 2003 konnten nur BahnCard-Kunden Onlinetickets buchen. Die Zahl der Buchungen lag bis dahin bei bis zu 6000 pro Tag. Insgesamt verkaufte das Unternehmen 2006 nach eigenen Angaben 7,7 Millionen Reisen als Onlineticket, dies entspricht 17 % der Fahrscheinverkäufe im Fernverkehr. Ende 2014 wurden monatlich schon mehr als 2,8 Millionen Handy- und Onlinetickets verkauft – laut Angaben der Deutschen Bahn mehr als jede zweite Fernverkehrsfahrkarte. Die durchschnittliche Reiseweite habe bei 340 Kilometern gelegen. Onlinetickets würden durchschnittlich 14 Tage vor Fahrtantritt gekauft. Anfangs konnten Onlinetickets der Deutschen Bahn nur per Kreditkarte erworben werden. Derzeit ist eine Bezahlung mit Kreditkarte, SEPA-Lastschrift, Sofortüberweisung und PayPal möglich.
Im Aztec-Code (Matrixcode) des Tickets sind Informationen zu Abfahrtsbahnhof, Zielbahnhof, Strecke, Züge, Anzahl der reisenden Personen, Tarif, Reisedatum und Wagenklasse gespeichert. Die Identifizierung des Reisenden erfolgte durch eine BahnCard, EC- (heute Maestro-), Kreditkarte oder (seit 2010) Bundespersonalausweis und wird nur zur Überprüfung der Berechtigung verwendet, muss dafür aber nicht dauerhaft gespeichert werden. In den mobilen Kontrollgeräten der Bahn ist ein Kontrolldatensatz mit Informationen zum Zug, in dem das Onlineticket kontrolliert wurde, gespeichert. Dieser enthält aber keine personenbezogenen Daten.
Zum Fahrplanwechsel am 12. Dezember 2010 entfiel die 50-km-Begrenzung bei der Buchung von Ländertickets als Onlinetickets. Seit Anfang 2012 können Online-Tickets zusätzlich per PayPal bezahlt werden. Im Jahr 2013 soll der Online-Vertrieb von Fahrkarten mit einem Umsatzanteil von 29 Prozent erstmals der größte Vertriebskanal für Fahrkarten der Deutschen Bahn werden. Mitte 2015 wurden rund die Hälfte der Fahrkarten im Fernverkehr der Deutschen Bahn online verkauft, rund 25 Millionen Fahrkarten pro Monat. Seit Mitte 2016 sind Onlinetickets zu allen Zielen zwischen Deutschland und Belgien, den Niederlanden, Luxemburg und der Schweiz buchbar. Zuvor war dies nur für bestimmte Start- bzw. Zielorte möglich.
Im Oktober 2016 entfiel die erforderliche vorher festzulegende Identifizierungskarte. Es genügt nunmehr, den Vor- und Nachnamen sowie die Anrede anzugeben. Das Ticket enthält auch keine weiteren personenbezogenen Daten. Somit bleibt der Fahrschein allerdings weiterhin personengebunden. Bei der Kontrolle im Zug müssen sich Reisende mit einem amtlichen Lichtbildausweis oder mit der BahnCard (ggf. zusätzlich mit dem Lichtbildausweis) identifizieren. Dieser Schritt ermöglichte, Tickets für Dritte zu buchen, ohne vorab von diesen Informationen über eine ID-Karte einzuholen. Ein Schülerausweis, Führerschein oder Truppenausweis reicht nicht aus, um sich zu identifizieren.
Mit einem Anteil von rund 40 Prozent sind Online- und Handytickets inzwischen der wichtigste Vertriebskanal der Deutschen Bahn. 2002 wurde damit ein Umsatz von 41 Millionen Euro erzielt, 2008 eine Milliarde und 2016 knapp 2,5 Milliarden Euro. Im März 2017 wurden knapp 3,5 Millionen Onlinetickets verkauft.
Durch Betrug mit Onlinetickets entstand der Deutschen Bahn im Jahr 2013 ein Schaden von sieben Millionen Euro.

## Onlinetickets in anderen Bereichen
Daneben kommen Onlinetickets vermehrt auch in anderen Bereichen zum Einsatz. Zu nennen wäre vor allem die Nutzung im Luftverkehr wie z. B. bei der Lufthansa, die Nutzung im Nahverkehrsbereich wie z. B. beim Verkehrsverbund Berlin-Brandenburg und im Konzert und Messebereich auf der Ticketplattform Eventim.